# Proevippa hirsuta
Proevippa hirsuta là một loài nhện trong họ Lycosidae.
Loài này thuộc chi Proevippa. Proevippa hirsuta được Anthony Russell-Smith miêu tả năm 1981.